# (10376) Chiarini
(10376) Chiarini (1996 KW) – planetoida z grupy pasa głównego asteroid okrążająca Słońce w ciągu 4,39 lat w średniej odległości 2,68 j.a. Odkryta 16 maja 1996 roku.